# Nikita (sang)
 For alternative betydninger, se Nikita. (Se også artikler, som begynder med Nikita)
"Nikita" er en sang af den britiske sanger Elton John fra albummet Ice on Fire (1985). Sangen var vellykket i mange lande.

## Udgivelse og indspilning
Sangen blev udgivet som albummets første single den 29. oktober 1985 i Storbritannien og i februar 1986 i USA. Sangen handler om den kolde krig, Elton John beskriver sin tiltrækning på en smuk østtysk grænsevagt, som han ikke kan opfylde, fordi han ikke er tilladt ind i landet. Sangen indeholder George Michael på baggrundsvokal og er bemærkelsesværdig for en karakteristisk synthesizer-solo. Sangen nåede nummer tre i Storbritannien på UK Singles Chart og nummer syv i USA på Billboard Hot 100.

## Formater og sporliste
Britisk 7" single
1. "Nikita" – 4:54
2. "The Man Who Never Died" – 5:10

Amerikansk 7" single
1. "Nikita" – 4:54
2. "Restless" – 4:26

12" maxi
1. "Nikita" (extended Version) – 5:43
2. "The Man Who Never Died" – 5:10
3. "Sorry Seems to Be the Hardest Word" (live) – 3:26
4. "I'm Still Standing" (live) – 4:38

## Hitlister
| Hitliste                          | Placering |
| --------------------------------- | --------- |
| Østrig (Ö3 Austria Top 40)        | 3         |
| Nederlandene (Dutch Top 40)       | 1         |
| Frankrig (SNEP)                   | 6         |
| Europa (Eurochart Hot 100)        | 1         |
| Tyskland (Media Control Charts)   | 1         |
| Irland (Irish Singles Chart)      | 1         |
| New Zealand (RIANZ)               | 1         |
| Norge (VG-lista)                  | 2         |
| Sverige (Sverigetopplistan)       | 7         |
| Schweiz (Schweizer Hitparade)     | 1         |
| Storbritannien (UK Singles Chart) | 3         |
| USA (Billboard Hot 100)           | 7         |
| USA (Adult Contemporary)          | 3         |

## Musikere
- Elton John – piano, vokal, synthesizer, baggrundsvokal
- Dave Mattacks – trommer
- David Paton – basguitar
- Nik Kershaw – elektrisk guitar
- George Michael – baggrundsvokal
- Fred Mandel – synthesizer
- Davey Johnstone – baggrundsvokal